# La Cogulla (la Torre de l'Espanyol)
La Cogulla és una muntanya de 499 metres que es troba al municipi de la Torre de l'Espanyol, a la comarca catalana de la Ribera d'Ebre.